# Maksimicha (Buriacja)
Maksimicha (ros. Максимиха) – wieś w Rosji, w Buriacji, w rejonie barguzińskim. W 2010 liczyła 297 mieszkańców.